# Ungok
Ungok (hangul: 운곡지구, Ungok-csigu, handzsa: 雲谷地區, RR: Un'gok-chigu, ’ködös völgy’) kerület Észak-Koreában, Dél-Phjongan (P'yŏngan) tartományban. Területe eredetileg Andzsu (Anju) és Szuncshon (Sunch'ŏn) városaihoz tartozott. 1997-ban hozták létre a korábban, a japán megszállás korában létezett, hasonló nevű helység mintájára. Székhelye Csonszan-rodongdzsagu (Chŏnsan-rodongjagu).

## Földrajza
A Mjonhjang hegy lábánál terület el, városok által körülzárva. Északról Andzsu (Anju), nyugatról Mundok (Mundŏk) megye, délnyugatról Szukcshon (Sukch'ŏn) megye, délről Szuncshon (Sunch'ŏn) városa, keletről Kecshon (Kaech'ŏn) városa határolja.
Területén folyik keresztül a Kumcshon (Kŭmch'ŏn) folyó, illetve itt található a Csedzson-víztározó (재전저수지; 在田貯水池, Chaejŏn-víztározó) is.

## Közigazgatása
8 faluból (ri (ri)) és 1 munkásnegyedből (rodongdzsagu (rodongjagu)) áll:
| - Csonszan-rodongdzsagu (전산로동자구; 氈山勞動者區, Chŏnsan-rodongjagu) - Kurjong-ri (구룡리; 九龍里, Kuryong-ri) - Rjongdam-ri (룡담리; 龍潭里, Ryongdam-ri) - Rjongbok-ri (룡복리; 龍伏里, Ryongbok-ri) - Rjongdzson-ri (룡전리; 龍田里, Ryongjŏn-ri) | - Ripszok-ri (립석리; 立石里, Ripsŏk-ri) - Palljong-ri (반룡리; 盤龍里, Panryong-ri) - Sinhung-ri (신흥리; 新興里, Sinhŭng-ri) - Csunghung-ri (중흥리; 中興里, Chunghŭng-ri) |

## Közlekedés
A kerület közutakon a szomszédos helységek felől közelíthető meg. A megye vasúti kapcsolatokkal nem rendelkezik.